# Spikerzy Zgromadzenia Narodowego Południowej Afryki
Spikerzy Zgromadzenia Narodowego Południowej Afryki (ang. Speaker of the National Assembly) − prowadzący obrady Zgromadzenia Narodowego, izby niższej Parlamentu. Spiker jest wybierany spośród członków Izby. W okresie 1910–1984 istniało Zgromadzenie Ludowe, którego przewodniczącym także był spiker.

## Spikerzy Zgromadzenia Ludowego (1910-1994)
- James Molteno (1910-1915)
- Joel Krige (1915-1924)
- Ernest George Jansen (1924-1929)
- Jan Hendrick Hofmeyr de Waal (1929-1933)
- Ernest George Jansen (1933-1944)
- C.M. van Coller (1944-1948)
- Jozua François Naudé (1948-1950)
- J.H. Conradie (1951-1960)
- Henning J. Klopper (1961-1974)
- Alwyn Schlebusch (1974-1976)
- Jannie Loots (1976-1981)
- J.P. du Toit (1981-1983)
- Johan Greeff (1983-1986)
- Louis le Grange (1987-1991)
- Gene Louw (1991-1994)

## Spikerzy Zgromadzenia Narodowego (od 1994)
- Frene Ginwala (1994-2004)
- Baleka Mbete (2004-2008)
- Gwendoline Mahlangu-Nkabinde (2008-2009)
- Max Sisulu (2009-2014)
- Baleka Mbete (2014-2019)
- Thandi Modise (od 2019)